# Günter Ropohl
Günter Ropohl (14 de juny de 1939 a Colònia (Alemanya) - 28 de gener de 2017) va ser un enginyer i filòsof alemany; més concretament, un filòsof de la tecnologia. A més, també va impartir classes de tecnologia general a la Universitat de Frankfurt am Main fins al 2004.

## Biografia
Günter Ropohl va estudiar enginyeria mecànica i filosofia a la Universitat de Stuttgart, on va rebre classes del filòsof, matemàtic, físic i escriptor francès Max Bense. Al finalitzar el seu doctorat el 1970, va escriure la seva tesi de Habilitació a Filosofia i Sociologia a la Universitat de Karlsruhe, sota la supervisió del professor de filosofia Hans Lenk. La seva obra es va centrar en la teoria de sistemes Technick, portant la tesi central al concepte de tecnologia.
El 1979 va començar a donar classes a la Universitat de Karlsruhe i el 1981 es va convertir en professor de tecnologia general i filosofia de la tecnologia a la Johann Wolfgang von Goethe a Fráncfort del Meno, Alemanya, fins al 2004.
Des de 1983 fins a 1991, durant el període de la Guerra Freda, era director i docent en el centre Inter-Universitari de Dubrovnik (Croàcia). Paral·lelament, va fer diverses visites al seu amic i també filòsof de la tecnologia Carl Mitcham als Estats Units.
El 1988 va ser convidat com a professor de visita a l'Institut de Tecnologia de Rochester a Rochester (Nova York). A més, Günter Rohol va ser un membre honorari de l'Associació Alemanya d'Enginyeria gràcies a la seva dedicació i compromís interdisciplinari amb la filosofia de la tecnologia.
Al mateix temps, va ser coeditor d'una antologia dels "clàssics" de la filosofia de la tecnologia a la tradició Europea. Ropohl va publicar 15 monògrafs, va coeditar 15 llibres més i va publicar més de 180 articles. Va morir el 28 de gener del 2017 als 77 anys.

## Filosofia
Un concepte central en la seva obra era el Sistema sociotècnic, ja que considerava les tècniques com estructures socials. Ropohl era un crític dels sistemes teòrics de Niklas Luhmann i advocava pel reconeixement de la cultura material. La seva definició de Technik (concepte en alemany) incloïa: 
1. La utilitat
2. L'artificialitat
3. La funcionalitat

Al centre de la seva obra s'hi troba la combinació de la tècnica com un artefacte i acció, mentre que el coneixement insinua el meta-concepte de tecnologia. Conseqüentment, Günter diferenciava entre les ciències de l'enginyeria i els ciències tècniques.
Al llarg de la seva carrera, Ropohl va adquirir renom a l'Academia alemanya pel seus escrits sobre conceptes de Technik i Technologie, les ètiques de la tecnologia, l'avaluació de la tecnologia, les ètiques professionals per a enginyers i sobre la necessitat social d'educar en l'alfabetització tecnològica.
Va rebre un Festschrift amb contribucions d'acadèmics centrant-se en la seva obra, tant en el seu 65è com en el seu 75è aniversari, incloent una llista completa de les seves publicacions des de finals dels anys 60 fins al 2014.

## Publicacions traduïdes a l'anglès
De moment cap de les seves obres ha estat traduïda al castellà. No obstant això, la majoria de les traduccions fetes han estat de l'alemany a l'anglès:
- Article sobreapropaments teòric-sistemàtics i mètodes morfològics en el pronòstic: Technological Forecastings in Practice, Farnborough/Lexington, MA: Saxon Jouse 1973, pp. 29-33
- Article sobre la investigació en la filosofia i la tecnologia: Research in Philosophy and Technology, Vol. 2, ed. P. T. Durbin, Greenwich, CT: Jai Press 1979, pp. 15–52.
- "Information doesn't make sense", en Carl Mitcham y Alois Huning (Eds.): Philosophy and Technology II: Information Technology and Computers in Theory and Practice, Dordrecht/Boston MA 1986, pp. 63–74.
- "Deficiencies in Engineering Education", en P. T. Durbin (Ed.), Critical Perspectives on Nonacademic Science and Engineering, Bethlehem, PA: Lehigh University Press i Londres/Toronto: Associated University Presses 1991, pp. 278–295.
- "Knowledge Types in Technology", en: M.J. de Vries & A. Tamir (Eds.), Shaping Concepts of Technology. From Philosophical Perspective to Mental Images, Dordrecht 1997.
- "Technological enlightenment as a continuation of modern thinking", en Carl Mitcham (Ed.): Investigació en la filosofia i tecnologia, vol. 17, Technology, ethics and culture, Creenwich CT/London: Jai Press 1998, pp. 239–248.
- Philosophy of socio-technical systems, en: Society for Philosophy and Technology, Spring 1999, Vol. 4, nº 3, 1999.
- "Mixed prospects of engineering ethics". European Journal of Engineering Education, 27 (2) (2002), pp. 149–155.

## Monografies en alemany
- Eine Systemtheorie der Technik : zur Grundlegung der Allgemeinen Technologie. München/Wien: Hanser 1979 (Habilitationsschrift Universität Karlsruhe 1978). 2nd ed. 1999, 3rd ed. Karlsruhe 2009.
- Die unvollkommene Technik. Frankfurt/M: Suhrkamp 1985
- Technologische Aufklärung : Beiträge zur Technikphilosophie. Frankfurt/M: Suhrkamp 1991, 2nd ed. 1999
- Ethik und Technikbewertung. Frankfurt/M: Suhrkamp 1996
- Wie die Technik zur Vernunft kommt : Beiträge zum Paradigmenwechsel in den Technikwissenschaften. Amsterdam: G+B Fakultas 1998
- Vom Wert der Technik. Stuttgart: Kreuz Verlag 2003
- Sinnbausteine : Ein weltlicher Katechismus. Leipzig: Reclam 2003
- Arbeits- und Techniklehre : Philosophische Beiträge zur technologischen Bildung. Berlin: Edition Sigma 2004
- Kleinzeug : Satiren – Limericks – Aphorismen. Münster: LIT Verlag 2004
- Allgemeine Technologie: Eine Systemtheorie der Technik. 3rd ed. of the 1979 book, Karlsruhe: Universitätsverlag 2009; {{format ref}} http://digbib.ubka.uni-karlsruhe.de/volltexte/1000011529
- Signaturen der technischen Welt : Neue Beiträge zur Technikphilosophie, Berlin/Münster: LIT Verlag 2009
- Besorgnisgesellschaft, Berlin: Parodos 2014